# Georg Paul Hönn
Georg Paul Hönn (* 12. Juni 1662 in Nürnberg; † 21. März 1747 in Coburg) war ein deutscher Jurist, Archivar und Schriftsteller.

## Leben
Georg Paul Hönns Vorfahren waren evangelische Glaubensflüchtlinge, die ins protestantische Nürnberg geflohen waren. Hier wurde Georg Paul Hönn 1662 geboren, wuchs anschließend aber in Coburg auf, nachdem sein Vater, Paul Hönn, dort Geheimer Rat und Konsistorialpräsident geworden war.
Nachdem Hönn in den Jahren 1678 bis 1684 in Altdorf, Groningen sowie in den Niederlanden, England, Frankreich und Italien seinen juristischen Studien nachgegangen war, promovierte er in Altdorf. Kurze Zeit später wurde er in Coburg „Hofadvocat“ (1687) und anschließend Archivar (1688).
Als Verwaltungsbeamter machte Hönn weiter Karriere: 1694 wurde er Polizeirat, 1697 Obervormundschaftsrat, geheimer Sekretär sowie gemeinschaftlicher kur- und fürstlich hennebergischer Archivar. 1705 erhielt er, wiederum zu Coburg, eine Rats- und Amtmannsstelle und zugleich das Scholarchat des Gymnasiums Castmirianum. Altersbedingt schied er 1739 aus dem Dienst aus, acht Jahre später starb er in Coburg.

## Publizistisches und soziales Werk
Hönn war auch als Schriftsteller tätig. Neben juristischen Arbeiten veröffentlichte er genealogische, geografische und historische Werke. Dabei nutzte er die ihm zur Verfügung stehenden Akten des Coburger Archivs. Zu seinen Schriften zählen unter anderem die Sachsen-Coburgische Historia in zwei Bänden (1700) und das Topographische Lexikon Franken (1747). Sein erfolgreichstes Buch war das 1721 erstmals verlegte Betrugs-Lexikon, das in insgesamt vier Auflagen und mehreren Nachdrucken erschien. Hönn lässt sich der frühen Aufklärung und dem Pietismus zuordnen. Allerdings werden an einigen Passagen seiner Werke zeitgenössische Vorurteile deutlich, beispielsweise bei den Lexikoneinträgen über „Juden“ und „Zigeuner“.
Wie der mit ihm persönlich bekannte August Hermann Francke in Halle an der Saale gründete Hönn in Meiningen und Coburg Waisenhäuser.